# سقوط ساسانیان
سقوط ساسانیان: فاتحان خارجی، مقاومت داخلی و تصویر پایان جهان کتابی است که تورج دریایی نوشته‌است و منصوره (نظام مافی) اتحادیه و فرحناز امیرخانی زیر نظر روزبه زرینکوب به فارسی برگردانیده است.